# Jibert
Jibert (deutsch Seiburg, siebenbürgisch-sächsisch Seebrich, ungarisch Zsiberk) ist eine Gemeinde im Kreis Brașov in der Region Siebenbürgen in Rumänien.
Der Ort ist auch unter der deutschen Bezeichnung Sibricht und den veralteten rumänischen Bezeichnungen Șibert, Șiberga und Jibergu bekannt.

## Lage
Jibert liegt 14 km westlich von Rupea (Reps) an der Verbindungsstraße Richtung Făgăraș (Fogarasch).

## Geschichte
Der Ort ist eine im 12. Jahrhundert von deutschen Einwanderern, den Siebenbürger Sachsen, gegründete Siedlung, die im Jahr 1289 als Villa Syberg erstmals erwähnt wurde. Ab 1250 wird der Bau einer romanischen Kirche angenommen. Ab dem Jahr 1348 ist eine sächsische Schule nachgewiesen. Im Jahr 1450 wurde der Glockenturm der Kirche zu einem Verteidigungsturm umgebaut. 1604 musste die Kirche nach einem Brand neu aufgebaut werden. Schon 1676 wurde der gesamte Ort mit Kirche wieder Opfer einer Feuersbrunst und musste abermals aufgebaut werden. 1868 wurde der Grundstein zum Bau einer neuen Kirche gelegt, welche bis 1883 vollendet war.
Im Jahr 1786 lebten 1274 Menschen im Ort. 1966 waren es noch 1087. Von der Bevölkerungsgruppe der Siebenbürger Sachsen lebten 1992 noch 145 Personen in Seiburg; seitdem ist diese Zahl weiter stark zurückgegangen. In einer Übersicht über die evangelischen Kirchenmitglieder werden 2009 für Seiburg 57 Mitglieder gezählt.
Alle Orte der Gemeinde Jibert sind sehr stark durch die Landwirtschaft geprägt und die Bewohner verdienen damit ihren Hauptlebensunterhalt.

## Sehenswürdigkeiten

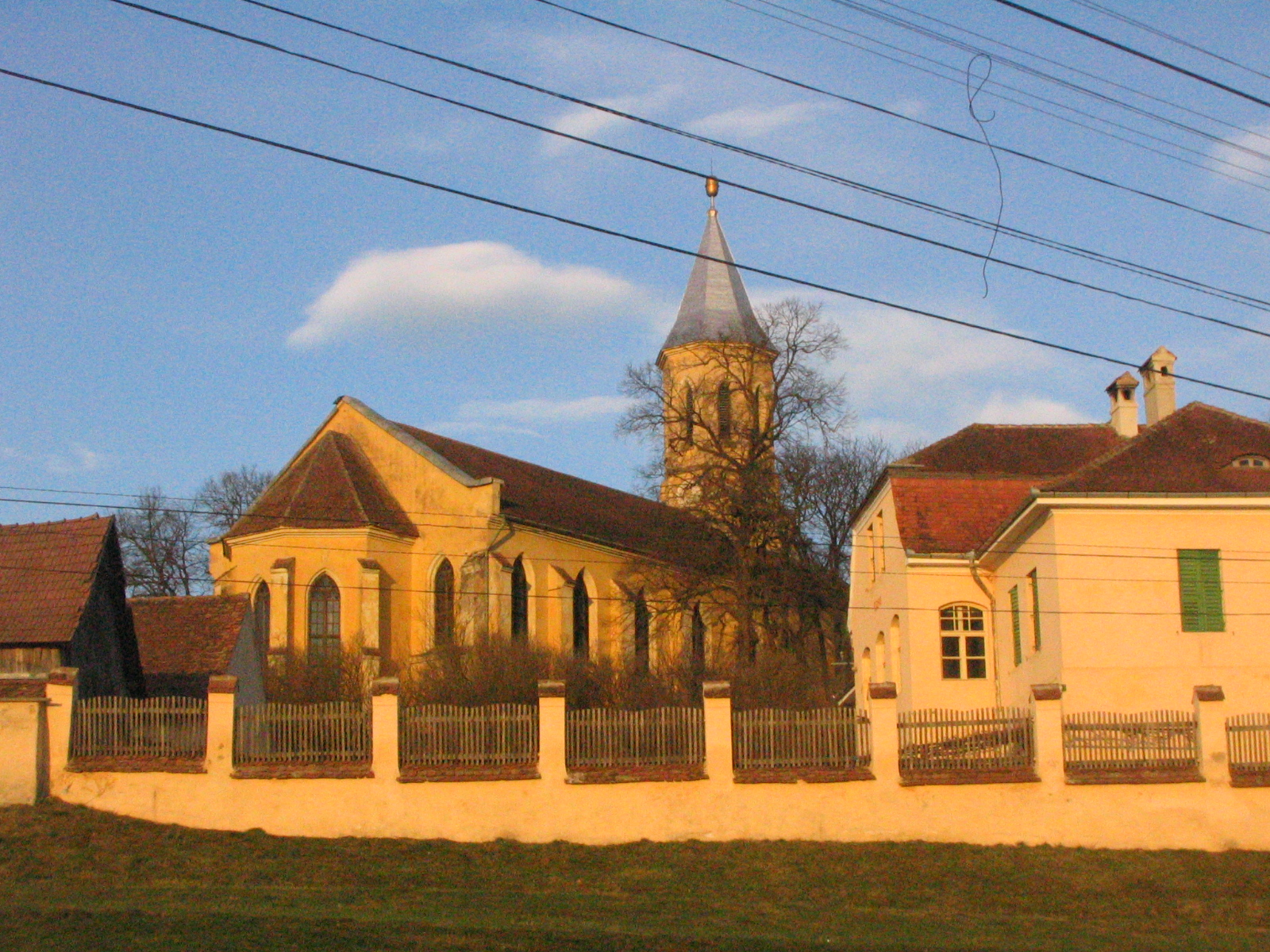
Evangelische Kirche in Jibert

- Kirche Seiburg